# Schloss Wietersheim

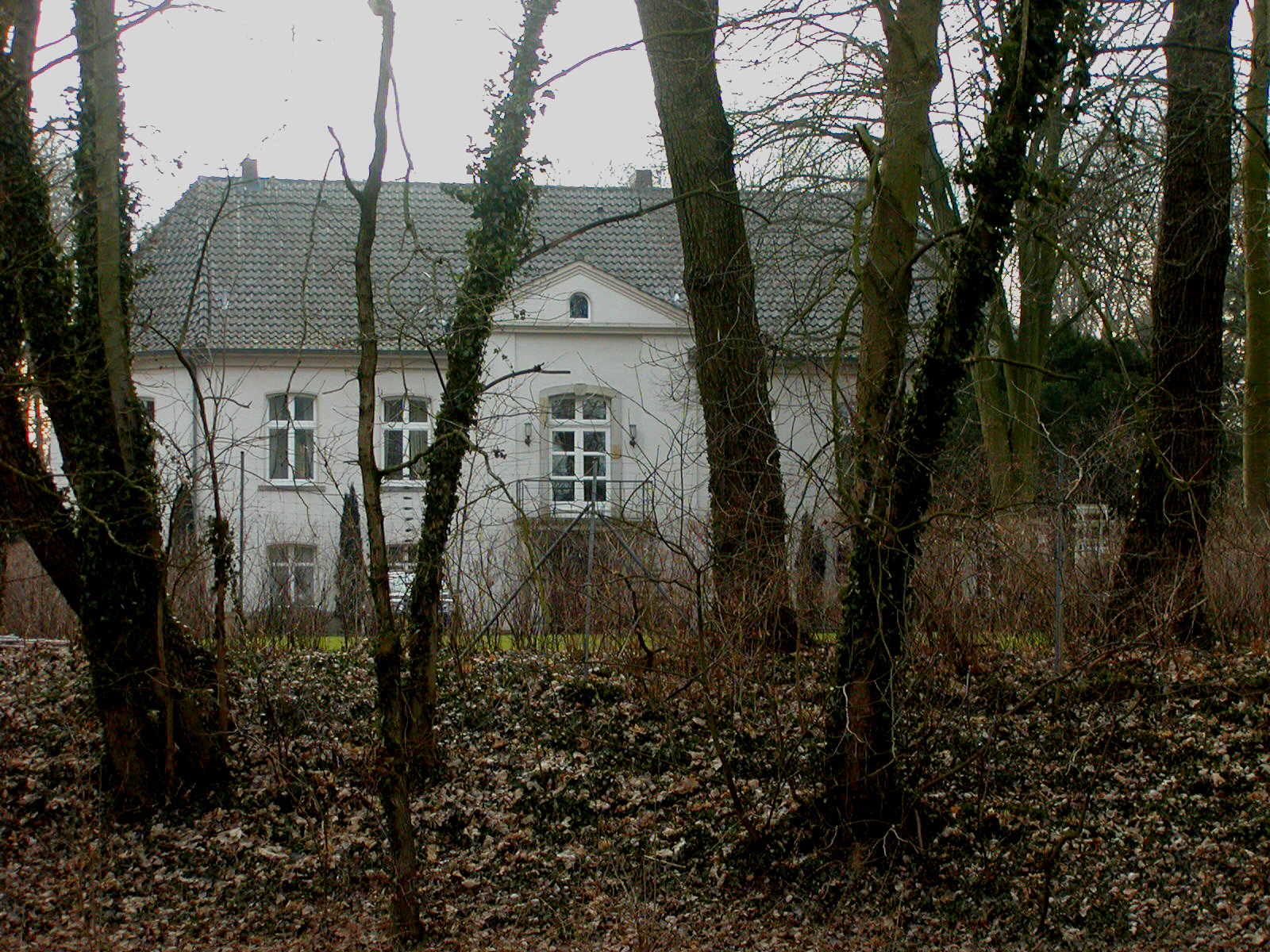
Schloss Wietersheim

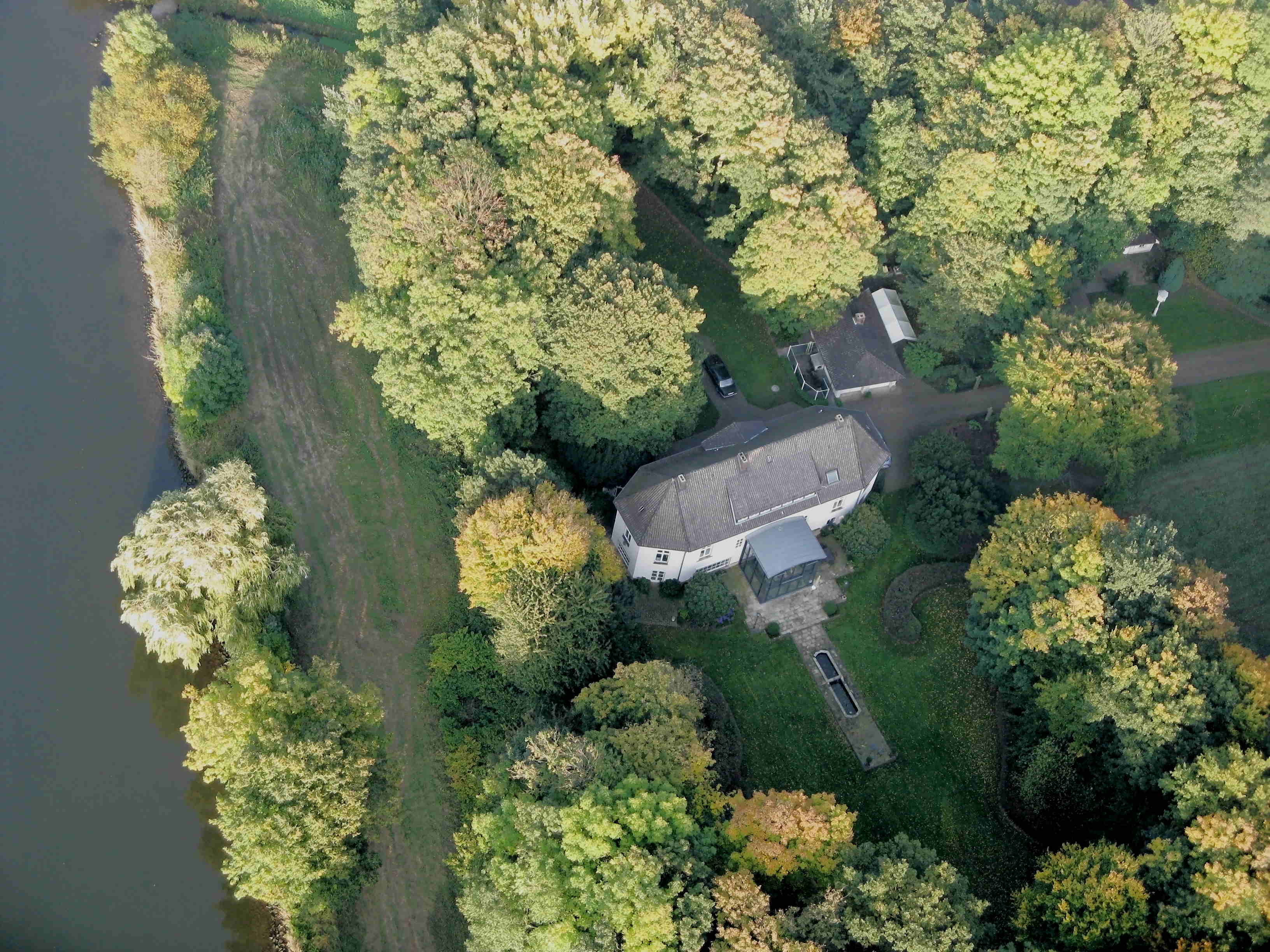
Schloss Wietersheim

Das Schloss Wietersheim ist ein Schloss im Stadtteil Wietersheim der Stadt Petershagen im Kreis Minden-Lübbecke. Es liegt rund neun Kilometer nördlich von Minden unmittelbar am östlichen Ufer der Weser am Flusskilometer 210 auf einer dem Dorf Wietersheim vorgelagerten Mittelterrasse, umgeben von sandigen Wiesen. Das Gebäude befindet sich heute in Privatbesitz.

## Geschichte
Die Schlossanlage wurde im Jahr 1323 errichtet und jahrhundertelang als Rittergut und Kommende des Johanniterordens genutzt. 1799 wurde die Anlage an den Mindener Domkapitular Freiherr Philipp von Cornberg für 103.000 Taler verkauft; den Kaufpreis hinterlegte er in bar. Die Kommende Wietersheim bestand bis 1811 formal weiter als Geldkommende, d. h. der Kommendator erhielt die Zinsen des von Cornberg hinterlegten Kapitals. Bedingt durch die geografische Lage an der Grenze des Hochstifts Minden mit der Grafschaft Schaumburg wurde Schloss Wietersheim häufig in Grenzstreitigkeiten verwickelt und wurde dementsprechend häufig zerstört.
Die ursprüngliche Anlage bestand aus Fachwerkgebäuden. Die später errichtete Kapelle wurde in Massivbauweise gebaut und um 1810 zum heutigen Gebäude umgebaut. Es entstand ein kompakter achtseitiger Bau im klassizistischen Stil.
Der Freiherr Carl von Schlotheim lebte in Wietersheim. Er war mit Félicité-Mélanie geb. Legarde, einer leiblichen Tochter Jérôme Bonapartes verheiratet. Der König von Westphalen ernannte sie 1810 zur „Gräfin von Wietersheim“. Carl von Schlotheim wurde Landrat des Kreises Minden und galt als der Straßenbauer des Kreises. Sein Sohn Eduard Ernst Franz Johann Freiherr von Schlotheim wuchs auf dem Schloss Wietersheim auf.
Das Schloss gehörte nach dem Zweiten Weltkrieg zu dem Gebiet im Amt Windheim, das für die Unterbringung für DPs von Mai 1945 bis Februar 1949 beschlagnahmt wurde. In der Zeit wurde das Gebäude stark zerstört. Erst nach Aufhebung der Beschlagnahmung konnte der Wiederaufbau beginnen.

## Heutige Nutzung
Schloss Wietersheim befindet sich im Privatbesitz und ist nicht öffentlich zugänglich.
Die zu Beginn des 18. Jahrhunderts erwähnten drei Gartenbereiche gingen mit der Abholzung nach Ende des Zweiten Weltkrieges vollständig verloren. Bei dem heutigen Garten handelt es sich um eine Neuanlage.